# Juan de España
Juan de España, llamado "el Viejo" (Villamartín, ca. 1350 – ca. 1420), fue un escritor castellano judeoconverso.
Aparece satirizado en un poema de fray Diego de Valencia (también judeoconverso), en el que se riman palabras castellas y hebreas:

Johan de España, muy grant saña
Fué aquesta de Adonay,
Pues la aljama se derraña [en otras versiones derrama]
Por culpa de Barcelay.
Todos fuemos espantados,
Maestros rrabies, cohenim,
Ca les ffueron sus pecados
D'este sofar ahenim
Pues que non tenien bacín [en otras versiones beeim]
Quiso infinita faser,
Hora fynque por mansel
Pues tan mal pertrecho tray.
Este desir fiso é ordenó el dicho maestro fray Diego contra un converso de León que se Llamava Juan de España.

Se convirtió al cristianismo apartentemente influido por las predicaciones de San Vicente Ferrer y la refutación del judaísmo de Jerónimo de Santa Fe (disputa de Tortosa de 1413–14). Su formación talmúdica y conocimientos rabínicos le convirtieron en un importante apologista cristiano contra los judíos. Reunió sus argumentos en Memorial de los misterios de Christo (1416), cuyo manuscrito original se conserva en la Biblioteca Nacional. Es destacable por su erudición su Declaración del Salmo LXXII del Salterio. A pesar de su indudable celo de converso, se dudaba de la sinceridad de su conversión, y se le consideraba, más que un marrano (o sea, un judaizante en secreto), un indiferente en materia religiosa.